# 桜庭信之
桜庭 信之（さくらば のぶゆき、1915年11月15日 -2011年10月25日）は、日本の英文学者、東京教育大学・国際短期大学名誉教授。櫻庭信之が正しい表記。

## 人物
中華民国・ハルビン市生まれ。秋田県で育つ。1937年東京高等師範学校英語科卒業。1943年（旧制）東京文理科大学英文科卒業。1945年東京文理科大学大学院修了後、1946年東京高等師範附属小学校教諭。1948年東京文理科大学附置東京高等師範学校教授。1952年東京教育大学文学部助教授。1954年ロンドン大学留学（1955年まで）。1967年1月「絵画と文学 ホガース論考」で東京教育大学で文学博士取得。1967年4月東京教育大学文学部教授。1979年東京教育大学停年退官。同名誉教授。成城大学文芸学部教授。1986年成城大学定年退職。国際短期大学英語科教授。1992年春、勲三等瑞宝章受勲。1996年国際短期大学退職。同名誉教授。英語教育、英文学、英国絵画、英国案内などの著書多数。

## 著書
- 『小説の技巧 英国小説の発展』日本図書出版 1950
- 『英語の發音と綴字』研究社出版 1951 (研究社中学英語叢書)
- 『中学英語の完成』金子書房 1953
- 『エレガントな英語 英語の感覚と英国の風物』垂水書房 1957
- 『ロンドン散歩』研究社出版 1957
- 『最新英文解釈の研究』小野圭出版社 1960
- 『英語の風土』培風館 1962
- 『ホガース論考 絵画と文学』研究社出版 1964
- 『イギリス文学の歴史』大修館書店 1980
- 『イギリスの小説と絵画』大修館書店 1983
- 『ロンドン 紀行と探訪』大修館書店 1985
- 『イギリス夜話十夜一夜 ことばと文化』増進会出版社 1991
- 『英国パブ・サイン物語 酒場のフォークロア』研究社出版 1993
- 『日英文化の十字路に立って ことばの交響を楽しむ』大修館書店 1999
- 『諺と俳句 日英ことばの風物詩』研究社 2002

## 共編著
- ローマ字とくほん 第1 小島忠治共編 研究社 1947
- 英語入門新しい教授形態 北島メリ共著 金子書房 1949 (英語教育大系)
- 例示英単語 津軽鉄之助共著 布井書房・蛍光社 1955
- 英米の風物地誌 中内正利共著 研究社 1959 (英語科ハンドブックス)
- 英語のバックグラウンド 末永国明共著 日本放送出版協会 1964 (NHKブックス)
- 例解英単語 津軽鉄之助 布井書房・蛍光社 1965.10
- ひとりで学べる総合英語 森三重雄、高橋晃 清水書院 1968.3
- 2段式英単語熟語集 末永国明 洛陽社 1968.11
- イギリスの歴史と文学 井上宗和 大修館書店 1977.7
- イギリス文学グラフィティ 清水克祐 愛育社 1978.3
- ロンドン 写真集イギリスの歴史と文学3 井上宗和 大修館書店 1981.12
- アイルランドの歴史と文学 蛭川久康共編著 大修館書店 1986.4
- プログラム方式による英文理解法 荻野治雄,田中暁 改訂版 洛陽社 1998.8

## 翻訳ほか
- 茶の本 岡倉天心 現代日本文学全集 筑摩書房、1958
  - 茶の本 岡倉天心コレクション ちくま学芸文庫、2012
- 文学評論 夏目漱石（校註）講談社学術文庫、1977、新版1994

## 注
1. 1 2  『新訂　現代日本人名録2　かな～せ』日外アソシエーツ、2002.1、1234頁
2. ↑  以上につき、上掲『英語の風土』奥付参照
3. ↑  博論データベース